# Winthemia citheroniae
Winthemia citheroniae är en tvåvingeart som beskrevs av Curtis W. Sabrosky 1948. Winthemia citheroniae ingår i släktet Winthemia och familjen parasitflugor. Inga underarter finns listade i Catalogue of Life.